# Банкер-Гілл (Орегон)
Банкер-Гілл (англ. Bunker Hill) — переписна місцевість (CDP) в США, в окрузі Кус штату Орегон. Населення — 1465 осіб (2020).

## Географія
Банкер-Гілл розташований за координатами 43°20′48″ пн. ш. 124°12′34″ зх. д. / 43.34667° пн. ш. 124.20944° зх. д. (43.346667, -124.209334).  За даними Бюро перепису населення США в 2010 році переписна місцевість мала площу 4,16 км², з яких 3,78 км² — суходіл та 0,38 км² — водойми.

## Демографія
Згідно з переписом 2010 року, у переписній місцевості мешкали 1444 особи в 595 домогосподарствах у складі 372 родин. Густота населення становила 347 осіб/км².  Було 657 помешкань (158/км²).
Расовий склад населення:
| - 85,3 % — білих - 2,4 % — корінних американців - 1,5 % — чорних або афроамериканців - 0,8 % — азіатів - 0,1 % — вихідців з тихоокеанських островів - 5,3 % — осіб інших рас |

До двох чи більше рас належало 4,5 %. Частка іспаномовних становила 9,8 % від усіх жителів.
За віковим діапазоном населення розподілялося таким чином: 20,5 % — особи молодші 18 років, 64,1 % — особи у віці 18—64 років, 15,4 % — особи у віці 65 років та старші. Медіана віку мешканця становила 40,4 року. На 100 осіб жіночої статі у переписній місцевості припадало 105,7 чоловіків;  на 100 жінок у віці від 18 років та старших — 105,0 чоловіків також старших 18 років.
Середній дохід на одне домашнє господарство  становив 28 350 доларів США (медіана — 20 120), а середній дохід на одну сім'ю — 32 877 доларів (медіана — 21 578). За межею бідності перебувало 38,7 % осіб, у тому числі 53,2 % дітей у віці до 18 років та 13,0 % осіб у віці 65 років та старших.
Цивільне працевлаштоване населення становило 437 осіб. Основні галузі зайнятості: освіта, охорона здоров'я та соціальна допомога — 28,6 %, виробництво — 21,3 %, будівництво — 14,2 %, мистецтво, розваги та відпочинок — 14,0 %.